# Dietmar Schwarz (Intendant)
Dietmar Schwarz (* 14. November 1957 in Biberach an der Riß) ist ein deutscher Dramaturg und Intendant.

## Leben
Nach dem Abitur am Wieland-Gymnasium Biberach studierte Schwarz Literatur- und Theaterwissenschaft an der Ludwig-Maximilians-Universität München und an der Pariser Sorbonne.
Nach dem Studium arbeitete Schwarz als Dramaturg am Stadttheater Freiburg, am Theater Bremen sowie an der Oper Frankfurt.
1994 kehrte er als leitender Dramaturg an das Bremer Theater zurück. Ab 1998 war er Operndirektor am Nationaltheater Mannheim, von wo er in gleicher Funktion 2006 an das Theater Basel wechselte. Unter seiner Leitung wurde das Theater Basel 2009 und 2010 zum Opernhaus des Jahres gewählt.
Seit dem 1. August 2012 ist Schwarz Intendant der Deutschen Oper Berlin, die er programmatisch mit Helmut Lachenmanns Mädchen mit den Schwefelhölzern eröffnete. Die Präsentation zeitgenössischen Musiktheaters ist ihm ein Anliegen: Jedes Jahr steht eine Uraufführung auf dem Spielplan, so u. a. Andrea Lorenzo Scartazzinis Edward II. und Aribert Reimanns L'Invisible.
Neben der Erneuerung des klassischen Repertoires durch Regisseure wie Christof Loy, Robert Carsen, Christian Spuck und Benedikt von Peter bildet die französische Grand opéra einen Programmschwerpunkt: mit Vasco Da Gama, Les Huguenots und Le prophète werden wichtige Werke von Giacomo Meyerbeer an der Deutschen Oper präsentiert. Gemeinsam mit Generalmusikdirektor Donald Runnicles verfolgt Dietmar Schwarz saisonübergreifend die Präsentation von Werken Benjamin Brittens.
Die im November 2012 eröffnete Spielstätte Tischlerei schafft einen Raum für Experimente mit neuen Formen des Musiktheaters und Uraufführungen von Kinderopern sowie für Projekte des Jugendprogramms. 2015 schrieb Schwarz einen Zusatzpreis zum Götz-Friedrich-Preis aus: den Sonderpreis Tischlerei Deutsche Oper Berlin. Er wird die Deutsche Oper Berlin zum 31. Juli 2025 verlassen.
Dietmar Schwarz wurde zum Mitglied der Deutschen Akademie der Darstellenden Künste ernannt und gehört der Intendanten-Jury des Ring Awards an, dem Internationalen Wettbewerb für Regie und Bühnengestaltung in Graz.